# La Kalle (Perú)
Radio La Kalle es una estación radial peruana cuya programación se basa en el género salsa las 24 horas.
Su propietario es Corporación Universal. Su estación principal es OCR-4N FM, la cual transmite en la frecuencia 96.1 MHz de la banda FM de Lima y área metropolitana. La emisora posee varias estaciones repetidoras a nivel nacional. Además, transmite por internet desde su sitio web.

## Historia

### Inicios y década de 2010
Radio La Kalle salió al aire el 30 de diciembre del 2009 en la frecuencia 95.5 FM de Lima, al reemplazar a la emisora Z Rock & Pop. En sus inicios, La Kalle apelaba al público juvenil con géneros musicales como reggaetón, techno, cumbia, salsa, merengue, trance, hip hop y electropop. La primera canción emitida en la estación fue "Tu nombre en mi cuaderno" De Makano, A fines del 2010, a pocos días de su primer aniversario al aire, Corporación Universal decide intercambiar la frecuencia de la emisora con Radio Exitosa, por lo que La Kalle comienza a emitir en 96.1 MHz de la banda FM.
En abril de 2011, la emisora elimina todos los géneros de su programación con la excepción del reguetón, bachata y salsa debido a la poca audiencia como consecuencia del intercambio de frecuencia. En junio, La Kalle retira las canciones de reguetón y bachata y agrega canciones de merengue.
El 15 de febrero de 2013, Corporación Universal retomó las emisiones en la frecuencia con el lanzamiento de la emisora La Hot, cuya programación contenía canciones de techno, reguetón, salsa, axé, bachata, trance, cumbia, pop rock y electro. Debido a la baja audiencia, en septiembre del mismo año, la emisora elimina todos los géneros de su oferta con la excepción de la salsa, techno y rock en español. 
El 3 de marzo de 2014, revierte su nombre a Radio La Kalle debido a la poca recepción obtenida desde su lanzamiento. A fines del mismo mes, la estación eliminó todos los géneros de su programación y comenzó a emitir solamente salsa todo el día para empezar a competir con Radio Panamericana y Radiomar. En abril del mismo año, cambia radicalmente su oferta y pasa a enfocarse en el público mayor de 50 años con salsa clásica, clásicos tropicales (de Los Corraleros de Majagual, La Sonora Matancera, entre otros grupos), música criolla al mediodía, boleros y rancheras en las mañanas y en las noches.
En 2016, la emisora añade el género chicha y guarachas en las madrugadas de 4 a 6 de la mañana. En 2019, se suman a la programación la música andina en la madrugada.

### Década de 2020

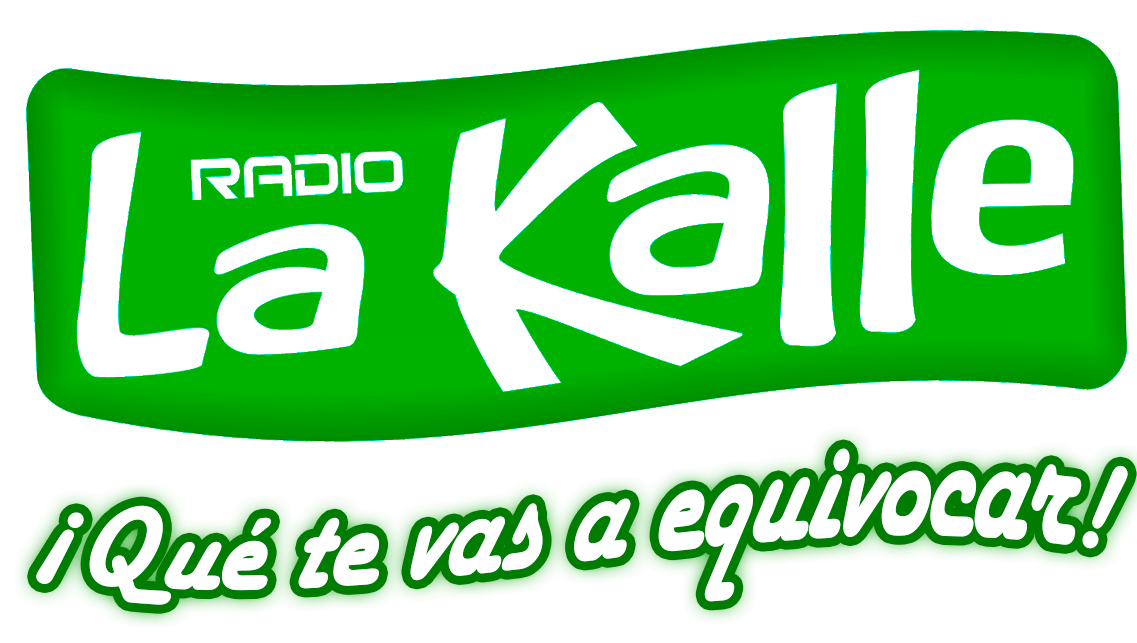
Logo de Radio La Kalle entre 2015 y 2023.

A mediados de septiembre y octubre de 2020, la emisora presentaba interferencia en baja potencia por poca cobertura (en algunos distritos de la capital). 
En febrero de 2021, la emisora estrenó el programa Regreso a casa con salsa y baladas en el horario previamente ocupado por el bloque Recuerdos al anochecer, de boleros, matanceras y baladas. Se eliminó las guarachas, el folklore y la chicha en las madrugadas para mantener permanentemente las canciones de salsa. 
En febrero de 2023, se elimina el programa matutino La Kalle de tus recuerdos, cuyo espacio fue reemplazado por La hora del levanté, compuesto por baladas en español. En junio, el programa Kalle Criolla emitido al mediodía y con temática de música criolla, valses y festejo; fue remplazado por El conciertazo de La Kalle, compuesto por canciones extraídas de conciertos de salsa. El 28 de julio, La Kalle elimina el resto de géneros con la excepción del reguetón, pop latino, bachatas, salsa moderna y reparto. El cambio fue en respuesta a la baja audiencia del repertorio anterior.
El 5 de marzo de 2024, la emisora añadió los géneros electro, rock en español, axé, pop en inglés y pachanga de los años 1990. En mayo de ese año, fueron eliminados el electro y el pop en inglés. En julio, fueron añadidas a la programación las canciones de merengue. En octubre, se estrena el programa Pancho en su salsa, dentro del cual se emite salsa antigua de lunes a viernes al mediodía. En septiembre, La Kalle añade a su programación canciones de cumbia. El 16 de diciembre, se reañade el techno a su oferta musical.
El 20 de enero de 2025, Pancho en su salsa es trasladado al horario de las 2:00 p.m. En su lugar, se estrenó el programa Techno en La Kalle a las 12:00 p.m., en el mediodía, de una hora de duración, en el cual se emite el género de techno de forma exclusiva. El programa es presentado por DJ Pancho. El programa posee una segunda emisión, emitida a las 6:00 p.m., cuya conducción queda a cargo de Peter Parker.
En marzo, la emisora aumenta la variedad de su repertorio musical con la adición de varios géneros a su programación. El 1 de mayo del mismo año, La Kalle revirtió esos cambios y eliminó todos los géneros musicales a excepción de la salsa.

## Frecuencias

### Actuales
| Ciudad           | Indicativo | Frecuencia | PRA   | Tiempo                   |
| ---------------- | ---------- | ---------- | ----- | ------------------------ |
| Abancay          | OBW-9R FM  | 93.3 MHz   | 1 kW  | 2015-presente            |
| Arequipa         | OCZ-6S FM  | 99.1 MHz   | 1 kW  | 2017-presente            |
| Barranca         | OAQ-4Y FM  | 102.5 MHz  | 500 W | 2014-presente            |
| Cajamarca        | OCR-2N FM  | 105.1 MHz  | 1 kW  | 2025-presente            |
| Cerro de Pasco   | OBT-4W FM  | 98.5 MHz   | 1 kW  | 2014-presente            |
| Chaclacayo       | OCR-4N FM  | 96.1 MHz   | 6 kW  | 2010-2012; 2014-presente |
| Chiclayo         | OBW-1F FM  | 89.7 MHz   | 1 kW  | 2009-2012; 2020-presente |
| Chimbote         | OCT-3X FM  | 90.9 MHz   | 1 kW  | 2023-presente            |
| Chincha          | OAT-5O FM  | 100.5 MHz  | 1 kW  | 2023-presente            |
| Cusco            | OCW-7F FM  | 88.3 MHz   | 1 kW  | 2017-presente            |
| Ferreñafe        | OBW-1L FM  | 98.9 MHz   | 1 kW  | 2014-presente            |
| Huacho           | OBT-4U FM  | 90.9 MHz   | 1kW   | 2023-presente            |
| Huancabamba      | OBZ-5Y FM  | 104.3 MHz  | 500 W | 2014-presente            |
| Huancayo         | OBR-4Q FM  | 92.3 MHz   | 1 kW  | 2025-presente            |
| Huánuco          | OBW-3E FM  | 98.5 MHz   | 1 kW  | 2014-presente            |
| Ica              | OAT-5W FM  | 99.9 MHz   | 1 kW  | 2014-presente            |
| Ilo              | OBW-6M FM  | 98.3 MHz   | 1 kW  | 2017-presente            |
| Iquitos          | OBW-8S FM  | 88.9 MHz   | 1 kW  | 2020-presente            |
| Juliaca          | OAT-7H FM  | 89.5 MHz   | 250 W | 2023-presente            |
| La Merced        | OCW-7O FM  | 96.5 MHz   | 1 kW  | 2023-presente            |
| Lambayeque       | OBW-1L FM  | 98.9 MHz   | 1 kW  | 2014-presente            |
| Lima             | OCR-4N FM  | 96.1 MHz   | 6 kW  | 2010-2012; 2014-presente |
| Mollendo         | OAK-6O FM  | 88.3 MHz   | 500 W | 2014-presente            |
| Nasca            | OBN-5H FM  | 99.1 MHz   | 1 kW  | 2017-presente            |
| Oxapampa         | OCW-7O FM  | 97.5 MHz   | 1 kW  | 2023-presente            |
| Piura            | OCW-1Y FM  | 90.7 MHz   | 1 kW  | 2023-presente            |
| Pucallpa         | OCW-8K FM  | 94.5 MHz   | 500 W | 2021-presente            |
| Padre Abad       | OAQ-8U FM  | 104.5 MHz  | 500 W | 2020-presente            |
| Puerto Maldonado | OAT-7X FM  | 99.1 MHz   | 1 kW  | 2015-presente            |
| Puno             | OAT-7M FM  | 107.7 MHz  | 1 kW  | 2023-presente            |
| Sicuani          | OCW-7O FM  | 95.5 MHz   | 1 kW  | 2014-presente            |
| Sullana          | OAT-1H FM  | 106.1 MHz  | 1 kW  | 2017-presente            |
| Tacna            | OCW-6L FM  | 103.5 MHz  | 250 W | 2014-presente            |
| Tingo María      | OAQ-3F FM  | 106.1 MHz  | 500 W | 2014-presente            |
| Trujillo         | OCZ-2W FM  | 93.5 MHz   | 1 kW  | 2014-presente            |
| Tumbes           | OCW-1X FM  | 94.3 MHz   | 1 kW  | 2023-presente            |

## Locutores

### Actuales
- Aldo Hidalgo (Desde 2023) (Voz en off)
- Dj Pancho (Desde 2024)
- Peter Parker (Desde 2024)
- Marco Antonio Ibarra (Desde 2025)
- Tototony (Desde 2025)

### Anteriores
- Michel León (2009-2014) (Voz en off)
- "China" Elizabeth (2010-2011)
- Henry Venegas (2014-2017) (Voz en off)
- Pablo Villanueva "Melcochita" (2015-2020)
- María Esperanza Capuñay "Tia Pochita" (2016-2021)
- Jhonny Bravo (2017-2023) (Voz en off)
- Miguel "El Chato" Barraza (2020-2023)
- Chiquiwilo (2023-2024)
- Fiorella Arauco (2024 - Marzo 2025)
- Ariana Mazzotti (2025) (Marzo-Junio)